# The Herbaliser
The Herbaliser est un collectif britannique de hip-hop et musique électronique, originaire de Londres, en Angleterre. Actif depuis 1992, il est dirigé par Jake Wherry et DJ Ollie Teeba.

## Histoire
Jake Wherry, bercé par le jazz et James Brown pendant son enfance, fait ses débuts en jouant de la guitare et de la basse dans différentes formations. Il est ancien membre de nombreux groupes de jazz, funk et soul (the Propheteers, The Meateaters). Ollie Teeba est un DJ maîtrisant l'art du scratch et adepte du hip-hop qu’il découvre à l’âge de 15 ans. C'est en 1984 que les deux musiciens se rencontrent pour la première fois, ils forment un peu plus tard The Herbaliser, à Londres, avec de nombreux autres instrumentistes,,,,. En 1992, Jake Wherry construit son propre studio baptisé Train Trax et rapidement Ollie Teeba et DJ Mallachi entrent dans l'aventure. 
Jusqu'en 2005, ils publient leurs albums sur le label londonien Ninja Tune et depuis 2008, sur le label berlinois Studio !K7.
Jake Wherry est présentée dans le podcast Heavyweight de Gimlet Media, qui présente la production collaborative d'un titre avec un fan. Depuis 2021, Wherry travaille sur des titres avec la chanteuse luso-britannique Maya Blandy, avec Stardust, son premier titre sorti en 2023, avec la chanteuse house Kathy Brown. 

## Membres
- Jack Wherry – basse
- Dj Ollie Teeba – platine
- Mickey Moody – batterie
- Chris Bowden – saxophone alto
- Matt Coleman – trombone
- Patrick Dawes – percussions
- Andy Ross – flûte, saxophone ténor, baryton
- Kaidi Tatham – claviers
- Ralph Lamb – trompette

## Discographie

### Singles (liste non exhaustive)
- 1995 : The Real Killer/Blow It
- 1995 : Repetitive Loop/Scratchy Noise
- 1996 : The Flawed Hip-Hop
- 1997 : New and Improved/Control Centre
- 1997 : The Blend
- 1998 : Wall Crawling Giant Insect Breaks
- 1999 : Road of Many Signs/Moon Sequence
- 1999 : Missing Suitcase
- 1999 : 8 Point Agenda/Who's Really The Reallest?
- 1999 : Good Girl Gone Bad
- 1999 : Time 2 Build
- 2002 : Good Girl Gone Bad
- 2002 : Something Wicked
- 2005 : Nah Mean Nah'm Saying Gadget funk
- 2005 : Generals
- 2008 : Clap Your Hands